# Psihe (mitologija)
Psihe (grško Ψυχή, latinizirano: Psuhḗ) je grška boginja duše. Rodila se je kot smrtnica z lepoto, ki je tekmovala z Afrodito . Psihe je znana iz zgodbe Metamorfoze ali Zlati osel, ki jo je napisal Lucius Apulej v 2. stoletju.
Najprej ljubica, pozneje žena boga Erosa.  Psihina lepota v Veneri vzbudi zavist. Ta ukaže svojemu sinu Amorju naj jo kaznuje tako, da se bo zaljubila v neko odvratno bitje. A se mladi bog sam zaljubi vanjo, jo odpelje v palačo, kjer se z njo ljubi, a zahteva, da ga Psihe ne sme nikoli videti. Zavistne sestre Psihe prepričajo, da neke noči, ko ljubimec zaspi, prižge oljenko in si ga ogleda. Amor se prebudi zaradi kapljice vročega olja in jo besen zapusti. Psihe se odpravi za njim na dolgo in mukotrpno iskanje. Ko pride do Venerine palače, jo ta trpinči z raznimi nemogočimi nalogami. Psihe jih izpolni s pomočjo živali, rastlin in bogov. Ker jo Amor še vedno ljubi, od Jupitra izprosi zanjo nesmrtnost in dovoljenje da se poroči. Rodi se jima hči Hedon (v grščini ἡδονή, hēdonē - naslada, užitek) ali latinsko Voluptas (užitek).
Zgodba o Psihe je bila priljubljen motiv v helenistični umetnosti, pozneje so jo upodabljali Rafael, Antonio Canova,  Bertel Thorvaldsen in drugi.